# لوون تومانیان
لوون فیلیپی تومانیان (Լևոն Թումանյան؛ زادهٔ ۱۸۶۹ - درگذشته ۱۹۴۲) یک سیاستمدار اهل ارمنستان بود که از تاریخ ۲۷ آوریل تا تاریخ ۹ ژوئیه ۱۹۰۶ نماینده دومای دولتی امپراتوری روسیه از حوزه یکم استان ایروان  بود.

## زندگی‌نامه
در ۱۸۶۰ در آشتاراک به دنیا آمد و از انستیتو زبان‌های خاوری لازارف مسکو فارغ‌التحصیل شد.  وی در ۱۹۴۲ در سن سالگی در آشتاراک درگذشت و در آرامگاه خانوادگی به خاک سپرده شد.

## نگارخانه

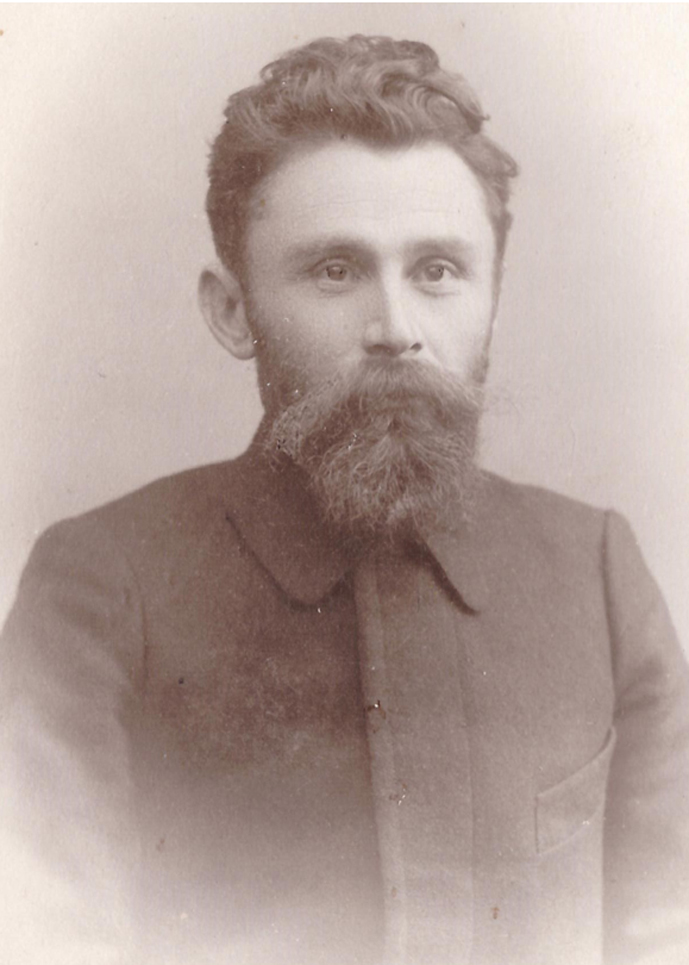
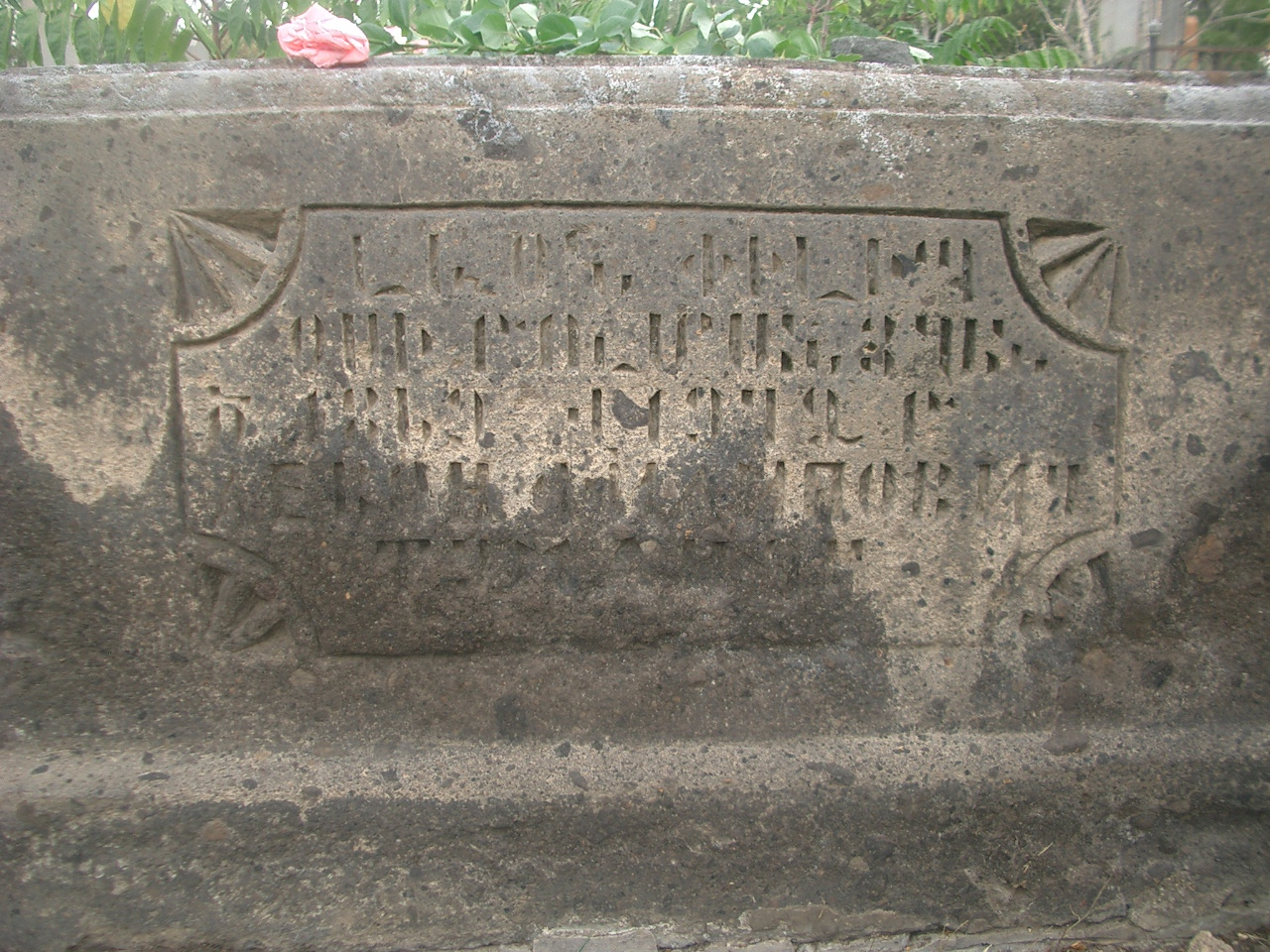
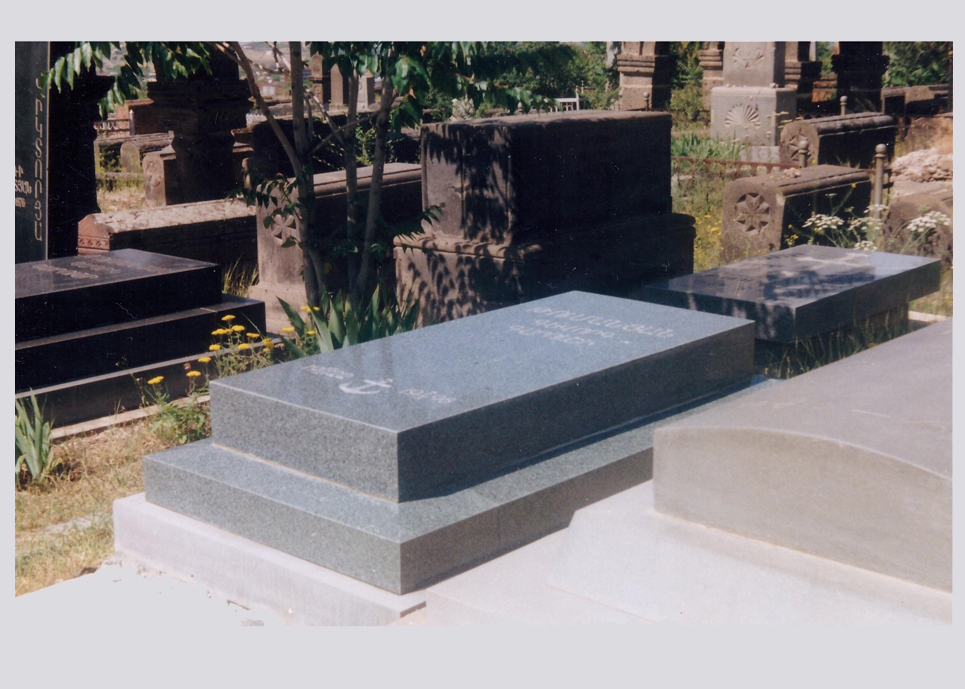